# ゼーフェルト
ゼーフェルト (Seefeld) は、オーストリアのチロル州インスブルック＝ラント郡の都市である。ドイツ国内にも非常に小さな町でゼーフェルトと名づけられたものがあり、区別する為にSeefeld in Tirolと公式には書かれる。

## 交通機関
市内には空港がないが、最寄空港としてインスブルック国際空港が有る。またミュンヘン国際空港から電車かバスを利用する事も多い。
周辺地域へのシャトルバスは一時間内に一本くらいだが、多くの地域をカヴァーしてかなりの本数が出ており利便性は高い。

### 鉄道路線
オーストリア国鉄（ÖBB）
- ミッテンヴァルト線
  - ゼーフェルト・イン・チロル駅（ドイツ語版）

## 駅周辺
周辺にはアイスクリーム屋や、観光客相手の土産物売り場がいくつかある。また駅からやや歩くと多くのレストランが存在する。

## 宿泊
ホテル・ベルクホフはサルバドール・ダリ が泊まったことで知られる。

## 観光
人口は3100人程度(2001年時点)と小規模だが、ノルディック競技の会場として有名（インスブルックで1964年と1976年の2度行われた冬季オリンピックでいずれも70ｍ級ジャンプの会場となっている）。
また夏季も高原のリゾート地としてハイキングなどが楽しめる。